# Карабан (остров)
Карабан — остров и деревня, расположенные на крайнем юго-западе Сенегала, в устье реки Казаманс . 
Это сравнительно молодое геологическое образование состоит из бара и аллювия, к которым добавляется почва, накапливающаяся в ветвях и корнях мангровых деревьев, покрывающих большую часть острова. Как и в остальной части области Зигиншор, в Карабане тропический климат с чередованием сухого и влажного сезонов . Когда-то остров считался засушливым местом, где не произрастали никакие полезные растения, но сейчас на нем произрастает несколько видов фруктовых деревьев, наиболее распространёнными из которых являются манго и апельсины. Хотя близлежащие национальный парк Бас-Казаманс и заповедник птиц Калиссаи были закрыты в течение многих лет из-за конфликта в Казамансе, Карабан продолжает привлекать орнитологов, интересующихся его многообразием птиц. На острове обитает множество видов рыб, а вот млекопитающих очень мало. 
Самыми ранними известными жителями острова были диола — этническая группа, которая до сих пор является самой многочисленной на острове. Португальцы активно действовали в регионе с XVI века; однако они не задержались на «Острове Москито», поскольку комары и мошкара вынудили их в 1645 году основать свою торговую факторию в городе Зигиншор . 22 января 1836 года остров был передан Франции главой деревни Кагнут в обмен на ежегодную выплату в размере 196 франков. Последовал ряд договоров между французами и лидерами местных народов; однако жители Карабана не признали силу навязанных им договоров, что привело к грабежам и похищениям французских фермеров-рисоводов со стороны народа каронинка . В 1869 году Карабан стал автономным, но в 1886 году объединился с Седиу . После Второй мировой войны население острова постепенно сокращалось по разным причинам, включая периоды засухи, конфликт в Казамансе и, совсем недавно, затопление парома Joola в 2002 году. Значительная часть возможностей деревни по торговле и приёму туристов была утрачена до 2014 года, когда паромное сообщение с островом возобновилось на судне MV Aline Sitoe Diatta .
Хотя Карабане когда-то был региональной столицей, с тех пор деревня стала настолько политически изолированной от остальной части страны, что больше не вписывается ни в одну категорию административной структуры, установленной сенегальским правительством. Большинство населения острова составляют джола, и в обществе джола нет формальной иерархии. Коренное население изначально было анимистическим, но, хотя священные рощи и фетиши сохранились как культурные символы Казаманса, монотеистические системы верований католицизма и ислама стали наиболее распространёнными в Карабане. Уровень грамотности составляет около 90%. Учащиеся посещают начальную школу на острове, но для продолжения обучения им необходимо переехать как минимум в Элинкин .
Свидетельства исследователей и колониальных администраторов свидетельствуют о том, что Карабане на протяжении долгого времени занимался выращиванием риса, рыболовством, торговлей и производством пальмового вина . Цикл выращивания риса играет центральную экономическую и религиозную роль в жизни населения. Пальмовое масло и пальмовое вино очень популярны и являются традиционными в этом регионе. В рыболовстве долгое время доминировало кустарное рыболовство, которое обеспечивало ежедневные потребности населения острова; однако с начала XX века стали использоваться и более широкие экономические возможности. Несмотря на попытки развивать на острове туристическую отрасль, жители неохотно в этом участвуют. В 2003 году Карабан был включён в список исторических мест и памятников Сенегала.